# Kazuma Nakatani
Kazuma Nakatani (中谷 一馬, Nakatani Kazuma, né le 30 août 1983) est un homme politique, homme d'affaires et judothérapeute japonais. Il est membre de la Chambre des représentants, représentant le 7e district de la préfecture de Kanagawa. Il est membre du Parti constitutionnel démocrate du Japon et directeur de son bureau de la jeunesse. Il était auparavant membre de l'Assemblée préfectorale de Kanagawa.

## Famille, jeunesse et formation
Né à Kawaminami-cho, Koyu-gun, dans la préfecture de Miyazaki, il grandit dans la ville de Kawasaki (préfecture de Kanagawa). Il vit dans la ville de Yokohama. Il vient d'une famille pauvre ; ses parents divorcent quand il a 11 ans. Comme il déménage à plusieurs reprises dans la préfecture de Saitama, à Tokyo, à Osaka et dans la préfecture de Kanagawa, il fréquente successivement deux jardins d'enfants, quatre écoles primaires et deux collèges.
Il est diplômé du collège Hiyoshi de la ville de Kawasaki, du lycée par correspondance de la préfecture de Kanagawa Yokohama Hiranuma et de l'école d'acupuncture et moxibustion de Kuretake. Il suit des cours par correspondance de la Faculté d'économie de l'université Keiō. Il reçoit le prix MVP de la Digital Hollywood University Graduate School, avec sa maîtrise en gestion de contenu numérique (DCM).[réf. nécessaire]

## Carrière professionnelle avant la politique
Nakatani participe à la fondation de gumi, Inc. Après avoir occupé le poste de directeur général, il en devient conseiller (advisor),.

## Carrière politique
Le 10 avril 2011, Nakatani se présente comme candidat à l'Assemblée préfectorale de Kanagawa lors des 17e élections locales unifiées, sous la reconnaissance officielle du Parti démocrate du Japon (PDJ), et il devient à l'âge de 27 ans la plus jeune personne à y être élue pour la première fois.
Il est secrétaire de Naoto Kan, le 94e Premier ministre, pendant environ trois ans.
Le 14 décembre 2014, il se présente comme candidat à la 47e élection générale pour les membres de la Chambre des représentants dans le 7e district de Kanagawa, avec la reconnaissance officielle du Parti démocrate du Japon, et il termine deuxième derrière Keisuke Suzuki du Parti libéral-démocrate. En 2016, il est nommé président de la branche générale du 7e district de la préfecture de Kanagawa pour le PDJ. Le 28 septembre 2017, le PDJ décide de rejoindre le Parti de l'espoir et est effectivement dissous. Nakatani décide de ne pas rejoindre le Parti de l'Espoir. Après avoir reçu la nouvelle de la formation du Parti Démocrate Constitutionnel, il annonce sa participation au parti. Il se présente aux 48èmes élections générales des membres de la Chambre des représentants le 22 octobre, avec la reconnaissance officielle du parti constitutionnel démocrate, dans le 7ème district de Kanagawa. Bien qu'il arrive deuxième derrière Keisuke Suzuki, du Parti libéral-démocrate, il est élu pour la première fois grâce au scrutin proportionnel. En mai 2018, il est nommé, dans son parti, secrétaire général du groupe parlementaire de la science, de la technologie et de l'innovation. En octobre 2018, il est invité à la Global Blockchain Policy Conference 2018 comme représentant des membres de la diète japonaise. Il est également nommé directeur du Bureau de la jeunesse du Parti constitutionnel démocratique du Japon. En octobre 2020, il est nommé directeur général de l’équipe de projet pour la politique numérique du Parti constitutionnel démocrate. En décembre 2020, il remporte le grand prix pour son livre « Politician New Generation », au « Gakudo Book of the Year 2020 », organise par la Ozaki Yukio Memorial Foundation.
En mars 2023, lors d'une séance de questions au Premier ministre Fumio Kishida, Nakatani, après avoir obtenu une réponse, annonce qu'il avait demandé l'aide de ChatGPT pour formuler sa question sur la politique du gouvernement lors de la crise Covid-19, et il compare la réponse de Kishida avec celle que lui avait préparée l'intelligence officielle, déclarant que celle-ci avait été plus sincère et humaine que celle du premier ministre.